# Bill Murray
William James Murray, detto Bill (Evanston, 21 settembre 1950), è un attore e comico statunitense.

## Biografia

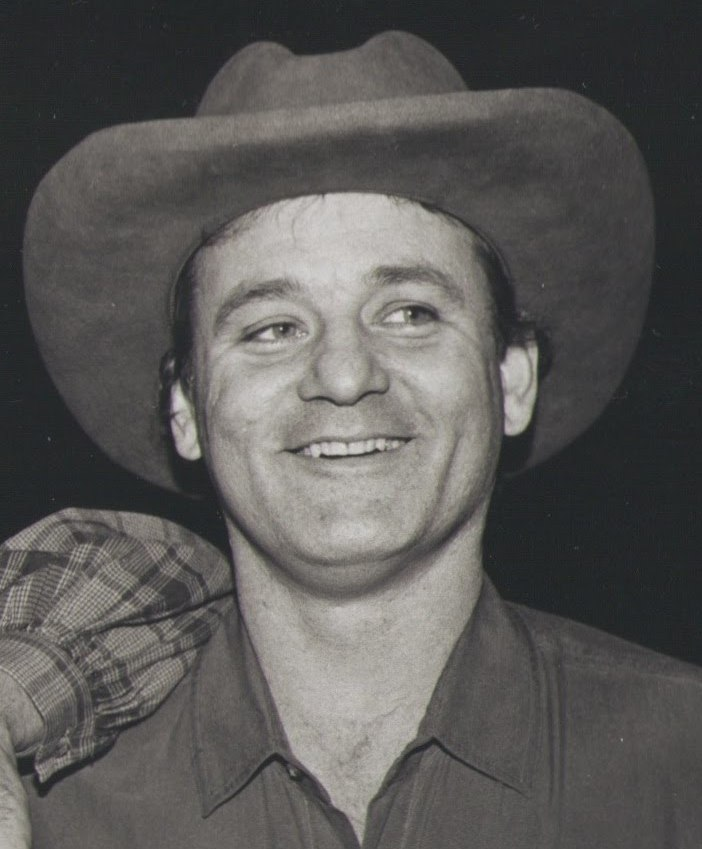
Bill Murray nel 1989

Cresciuto a Wilmette, Illinois, da genitori di origine irlandese, è il quinto dei nove figli di Lucille Collins ed Edward Joseph Murray II.
Da bambino adorava leggere le storie degli eroi western Kit Carson, Wild Bill Hickok e Davy Crockett. Si dimostra brillante già da ragazzino anche se gli insegnanti lo considerano difficile da gestire. La sua famiglia ha pochi soldi, perciò da adolescente lavora come caddie. In questo periodo si esibisce come cantante in una piccola rock-band scolastica: i Dutch Masters. Questi anni sono duri per la sua famiglia. Il padre (un venditore di legname) infatti muore per problemi di diabete quando Bill ha diciassette anni, mentre una delle sorelle ha delle complicazioni per via della poliomielite.
Dopo il diploma alla Loyola Academy inizia gli studi di medicina presso la Regis University di Denver, ma viene cacciato dal college poco dopo, perché la polizia gli trova della marijuana all'aeroporto O'Hare di Chicago. S’impegna quindi in lavori modesti, come il pizzaiolo per la catena Little Caesar's.
Intanto comincia a lavorare in teatro con la troupe di spettacoli d'improvvisazione Second City Chicago in cui è presente l'amico John Belushi, che conosce dalla tarda adolescenza. Nel 1974, il fratello Brian (anch'esso nel cast di Second City) lo inserisce nel programma radiofonico comico The National Lampoon Radio Hour di New York. Nel 1976 debutta nel film di Stop a Greenwich Village, in cui appare pochi secondi in un ruolo non accreditato.

### Saturday Night Live
Grazie alla collaborazione con Belushi, nel 1977 diventa autore e membro del cast del celebre show comico della NBC Saturday Night Live, fino al 1980. Il suo ingresso nel programma avviene in sostituzione di Chevy Chase, dopo che quest'ultimo lascia la trasmissione. Murray in poco tempo riesce ad accattivarsi le simpatie del pubblico. Tra le sue interpretazioni esilaranti vanno ricordate quelle del nerd Todd e dell'insolito cantante Nick. Durante la sua esperienza televisiva viene inoltre coinvolto in una relazione con la collega Gilda Radner.

### Carriera cinematografica

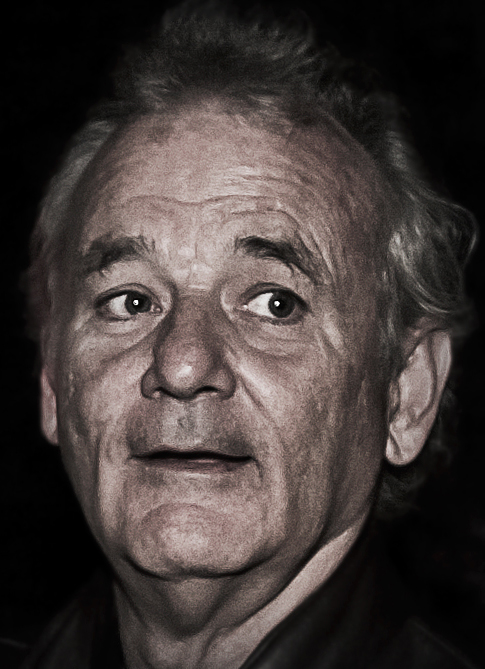
Bill Murray al Toronto International Film Festival 2010

Il debutto ufficiale dell'attore sul grande schermo avviene con la commedia canadese Polpette (1979) di Ivan Reitman. Dopo alcuni ruoli in film mediocri seguono tre successi di botteghino in America: Palla da golf (1980), Stripes (1981) e Tootsie (1982). Soltanto in Stripes (diretto sempre da Reitman) Murray ha un ruolo di rilievo assieme al collega e amico Harold Ramis.
Nel 1983 è il protagonista del film Il filo del rasoio, di cui scrive la sceneggiatura e che esce nel novembre dell'anno successivo. In accordo con la Columbia avrebbe ottenuto il finanziamento per questa pellicola solo se subito dopo avesse accettato di girare il nuovo film ideato e scritto dall'ex collega del SNL Dan Aykroyd: Ghostbusters - Acchiappafantasmi. Il ruolo previsto per Murray è quello di Peter Venkman, un bizzarro e sarcastico dottore in parapsicologia, che in origine doveva essere interpretato da John Belushi, scomparso prematuramente due anni prima. Nel 1984 Ghostbusters si rivela la pellicola col maggior incasso al mondo, divenendo una delle commedie americane più amate degli anni ottanta. L'attore viene particolarmente apprezzato per le sue improvvisazioni, tanto da aggiudicarsi una candidatura ai Golden Globe. Il filo del rasoio è invece un flop, poiché il pubblico non viene convinto dal suo primo ruolo di personaggio serio.
Non del tutto soddisfatto della sua carriera professionale, Murray decide di stare quattro anni lontano da Hollywood, facendo solo un cameo nel film La piccola bottega degli orrori (1986). Nel frattempo va a Parigi, dove frequenta il Cinematique e dei corsi universitari alla Sorbonne. Ritornato negli Stati Uniti alloggia con la famiglia nella sua casa in Hudson River Valley, lavorando anche a New York in alcuni show di letture pubbliche organizzate da Timothy Mayer.
Nel 1988 rientra nel mondo del cinema con la commedia fantasy S.O.S. fantasmi, rivisitazione in chiave anni ottanta della celebre opera di Charles Dickens A Christmas Carol. L'anno dopo esce Ghostbusters II, questa volta accolto più tiepidamente rispetto al primo, ma in genere apprezzato dai fan del franchise. Seguono altre commedie di successo dei primi anni novanta: Tutte le manie di Bob e Ricomincio da capo (diretto e sceneggiato da Ramis), in cui dimostra ancora una volta il suo talento comico.
Anche se la maggior parte dei suoi ruoli riguardano personaggi comici, Murray ha dimostrato di essere un attore completo, interpretando anche diversi ruoli in film seri o semi-seri come: Scappiamo col malloppo (1990), unico film da lui diretto e interpretato, Lo sbirro, il boss e la bionda (1993), Ed Wood (1994), Kingpin (1996), Space Jam (1996), dove recita accanto ai Looney Tunes e al giocatore di pallacanestro Michael Jordan, e in Rushmore (1998), iniziando il lungo sodalizio artistico con il regista Wes Anderson. Nel 2000 Drew Barrymore lo sceglie personalmente per la parte di Bosley nel blockbuster Charlie's Angels.
Nel nuovo millennio, Murray diventa un attore molto richiesto nell'ambito del cinema d'autore. Tra le sue interpretazioni vanno ricordate quelle in I Tenenbaum (2001), Coffee and Cigarettes (2003), Le avventure acquatiche di Steve Zissou (2004) e Broken Flowers (2005), senza dimenticare il ruolo che gli è valso un considerevole successo di critica e pubblico, con una candidatura agli Oscar e la vittoria ai Golden Globe e ai BAFTA, ovvero quello del protagonista di Lost in Translation - L'amore tradotto (2003). Seguiranno anche Il treno per il Darjeeling, (2007), Ember (2008), The Funeral Party (2009) che lo vede co-protagonista con Robert Duvall, assieme al quale vince il "Premio per la migliore interpretazione maschile" al Torino Film Festival, e Passion Play (2010). Nel 2012 interpreta l'ex presidente Franklin Delano Roosevelt in A Royal Weekend, diretto questa volta dal regista britannico Roger Michell. Sempre nel 2012 recita in Moonrise Kingdom - Una fuga d'amore di Wes Anderson, suo regista feticcio. Nel 2014 è nel cast di Monuments Men con George Clooney. Sempre nello stesso anno torna a collaborare con Wes Anderson nel film Grand Budapest Hotel. Nel 2015 ottiene una candidatura ai Golden Globe come migliore attore protagonista in un film commedia o musicale per il film St. Vincent, diretto dal regista Theodore Melfi. Nel 2015 è nel film Sotto il cielo delle Hawaii di Cameron Crowe, affiancando Bradley Cooper ed Emma Stone. Nel 2016 partecipa in veste di doppiatore al remake in live-action del celeberrimo Classico Disney, Il libro della giungla, diretto da Jon Favreau, dove presta la voce dell'orso Baloo.
Nel 2021 riprende il suo ruolo di Peter Venkman nel sequel diretto dei primi due film di Ghostbusters, intitolato Ghostbusters: Legacy, diretto da Jason Reitman (figlio del regista originale Ivan Reitman). Nel 2023 ha ottenuto il ruolo del villain Lord Krylar nel film del Marvel Cinematic Universe Ant-Man and the Wasp: Quantumania, diretto da Peyton Reed.

### Altre attività
Dal 1993 a Saint Paul è uno dei proprietari della squadra indipendente di baseball "St. Paul Saints". Nel 1999 pubblica un libro sul suo sport preferito: Cinderella Story: My Life in Golf.

## Carriera

### Attore
Attore versatile, nel corso della carriera ha rivestito prevalentemente ruoli comici, a partire dalla seconda metà degli anni novanta anche nell'ambito del cinema d'autore. In tale veste è diventato attore feticcio dei registi Wes Anderson, che dal 1998 lo ha diretto in nove film, e Jim Jarmusch. Nel 2004 è stato candidato all'Oscar al miglior attore. Il primo febbraio 1982 Murray è il primo ospite della prima puntata del programma televisivo della NBC Late Night with David Letterman. Nel mese di luglio del 2010, durante una sua partecipazione al David Letterman Show, Murray si tuffa vestito in una piscina ricavata dal cassonetto della spazzatura fuori dagli studi. Successivamente entra in studio ancora fradicio e si siede sulla poltrona del Late Show per essere intervistato da Letterman. Nel dicembre del 2012, viene inscenato un siparietto che lo vede letteralmente sequestrato per poi arrivare al David Letterman Show.
Nel 2013, per celebrare i 20 anni dello show nella sua versione CBS, si presenta vestito come Liberace, facendo la parodia dell'interpretazione di Michael Douglas che lo stesso anno interpreta il personaggio nel film Dietro i candelabri.. Murray è invitato da Letterman anche nelle ultime due puntate del suo show andate in onda nell'aprile del 2015; nella penultima puntata l'attore si presenta in studio uscendo fuori da un'enorme torta di panna imbrattando anche il conduttore.

### Cantante

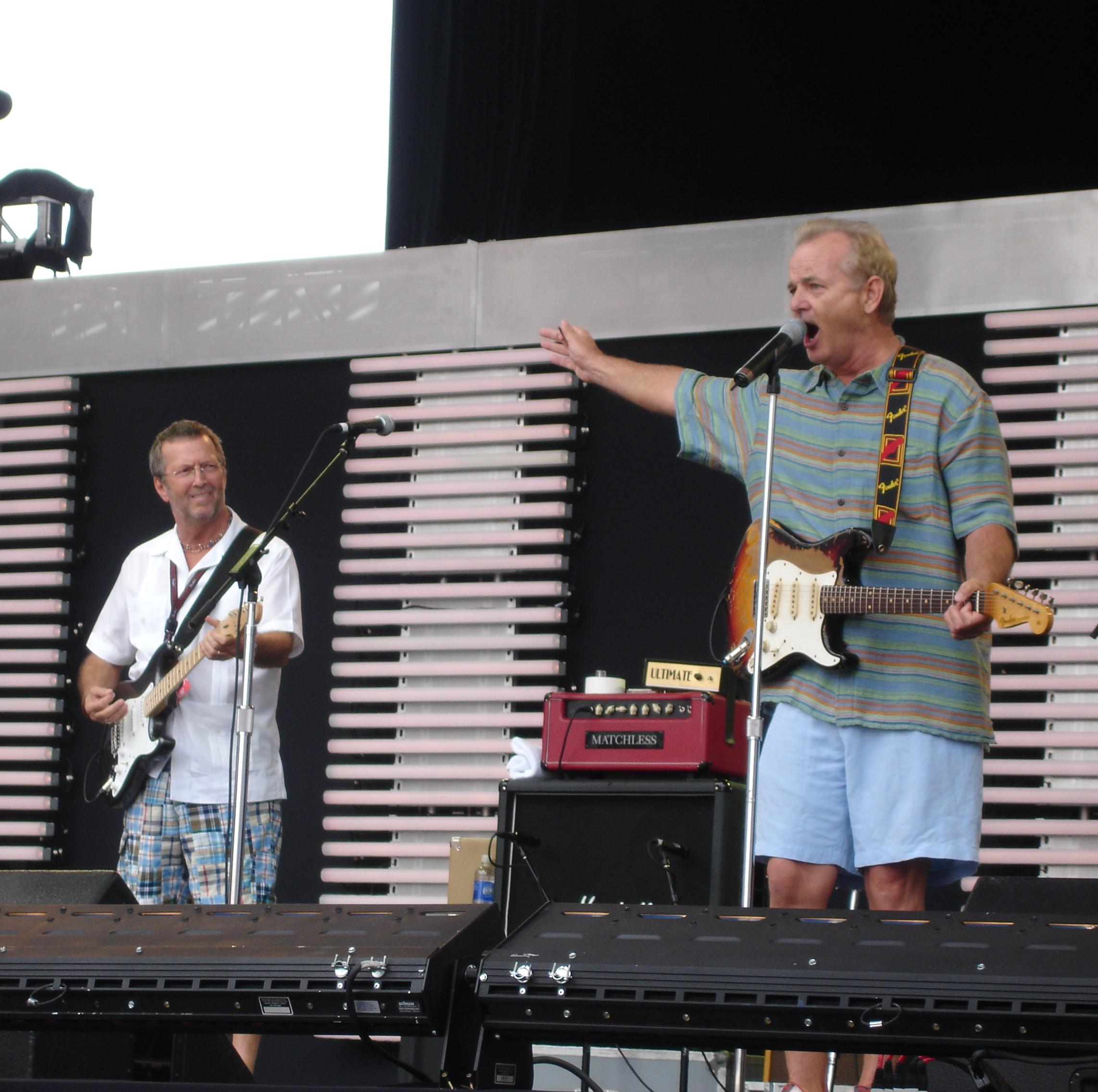
Eric Clapton e Bill Murray al Crossroads Guitar Festival 2007

Bill Murray era il cantante del gruppo Dutch Masters durante l'adolescenza, mentre partecipava anche alle attività teatrali del liceo. Più tardi, ha cantato la canzone The Best Thing nel film Polyester (1981) di John Waters.
La sua fama ha fatto sì che il gruppo britannico Gorillaz abbia dato il nome Bill Murray ad una canzone della raccolta D-Sides.

## Vita privata
Tre dei suoi fratelli sono anch'essi attori: John, Joel e Brian. Tutti e quattro i fratelli Murray attori sono apparsi insieme nel film S.O.S. fantasmi (1988). La sorella Nancy, invece, è suora domenicana. Assieme ai fratelli ha inaugurato nel 2001 la catena di ristorazione "Caddy Shack", ispirata all'omonimo film. Queste strutture sono sorte a Orlando, St. Augustine e a Myrtle Beach, ma attualmente esiste solo la filiale di St. Augustine. Nell'unico ristorante rimasto lavora lo chef Andy Murray, uno dei suoi fratelli.
Murray sposa Mickey Kelley il 24 gennaio 1981, dalla quale ha due figli: Homer (nato nel 1982) e Luke (nato nel 1985). La sua relazione con la costumista Jennifer Butler porta alla fine del matrimonio con la Kelley, concluso nel 1996 con il divorzio.
Il 4 luglio 1997 sposa Jennifer Butler, da cui ha quattro figli: Jackson (1993), Cal (1995), Cooper (1997) e Lincoln (2001). Nel 2008, dopo undici anni di matrimonio, la moglie chiede il divorzio accusando Murray di violenza domestica, infedeltà, dipendenza dal sesso, marijuana e alcol; secondo l'accordo del divorzio, i figli rimarranno con la madre.

## Filmografia

### Attore

#### Cinema
- Stop a Greenwich Village (Next Stop, Greenwich Village), regia di Paul Mazursky (1976) - non accreditato
- Loose Shoes, regia di Ira Miller (1978)
- Polpette (Meatballs), regia di Ivan Reitman (1979)
- Mr. Mike's Mondo Video, regia di Michael O'Donoghue (1979)
- Where the Buffalo Roam, regia di Art Linson (1980)
- Palla da golf (Caddyshack), regia di Harold Ramis (1980)
- Stripes - Un plotone di svitati (Stripes), regia di Ivan Reitman (1981)
- Tootsie, regia di Sydney Pollack (1982)
- Ghostbusters - Acchiappafantasmi (Ghostbusters), regia di Ivan Reitman (1984)
- Niente dura per sempre (Nothing Lasts Forever), regia di Tom Schiller (1984)
- Il filo del rasoio (The Razor's Edge), regia di John Byrum (1984)
- La piccola bottega degli orrori (Little Shop of Horrors), regia di Frank Oz (1986)
- Un amore rinnovato (She's Having a Baby), regia di John Hughes (1988) - cameo
- S.O.S. fantasmi (Scrooged), regia di Richard Donner (1988)
- Ghostbusters II, regia di Ivan Reitman (1989)
- Scappiamo col malloppo (Quick Change), regia di Bill Murray e Howard Franklin (1990)
- Tutte le manie di Bob (What About Bob?), regia di Frank Oz (1991)
- Ricomincio da capo (Groundhog Day), regia di Harold Ramis (1993)
- Lo sbirro, il boss e la bionda (Mad Dog and Glory), regia di John McNaughton (1993)
- Ed Wood, regia di Tim Burton (1994)
- Kingpin, regia di Peter e Bobby Farrelly (1996)
- Per amore di Vera (Larger Than Life), regia di Howard Franklin (1996)
- Space Jam, regia di Joe Pytka (1996)
- L'uomo che sapeva troppo poco (The Man Who Knew Too Little), regia di Jon Amiel (1997)
- Sex Crimes - Giochi pericolosi (Wild Things), regia di John McNaughton (1998)
- Attori (With Friends Like These...), regia di Philip Frank Messina (1998) - cameo
- Rushmore, regia di Wes Anderson (1998)
- Il prezzo della libertà (Cradle Will Rock), regia di Tim Robbins (1999)
- Scout's Honor, regia di Neil Leifer (1999) - cortometraggio
- Hamlet 2000 (Hamlet), regia di Michael Almereyda (2000)
- Charlie's Angels, regia di McG (2000)
- Osmosis Jones, regia di Peter e Bobby Farrelly (2001)
- I Tenenbaum (The Royal Tenenbaums), regia di Wes Anderson (2001)
- Speaking of Sex, regia di John McNaughton (2001)
- Lost in Translation - L'amore tradotto (Lost in Translation), regia di Sofia Coppola (2003)
- Coffee and Cigarettes, regia di Jim Jarmusch (2003)
- Le avventure acquatiche di Steve Zissou (The Life Acquatic with Steve Zissou), regia di Wes Anderson (2004)
- Broken Flowers, regia di Jim Jarmusch (2005)
- The Lost City, regia di Andy García (2005)
- Il treno per il Darjeeling (The Darjeeling Limited), regia di Wes Anderson (2007)
- Agente Smart - Casino totale (Get Smart), regia di Peter Segal (2008)
- Ember - Il mistero della città di luce (City of Ember), regia di Gil Kenan (2008)
- The Limits of Control, regia di Jim Jarmusch (2009)
- The Funeral Party (Get Low), regia di Aaron Schneider (2009)
- Benvenuti a Zombieland (Zombieland), regia di Ruben Fleischer (2009) - cameo
- Passion Play, regia di Mitch Glazer (2010)
- Moonrise Kingdom - Una fuga d'amore (Moonrise Kingdom), regia di Wes Anderson (2012)
- A Royal Weekend (Hyde Park on Hudson), regia di Roger Michell (2012)
- A Glimpse Inside the Mind of Charles Swan III, regia di Roman Coppola (2012)
- Monuments Men (The Monuments Men), regia di George Clooney (2014)
- Grand Budapest Hotel (The Grand Budapest Hotel), regia di Wes Anderson (2014)
- St. Vincent, regia di Theodore Melfi (2014)
- Scemo & + scemo 2 (Dumb and Dumber To), regia di Peter e Bobby Farrelly (2014) - cameo
- Sotto il cielo delle Hawaii (Aloha), regia di Cameron Crowe (2015)
- Rock the Kasbah, regia di Barry Levinson (2015)
- Ghostbusters, regia di Paul Feig (2016)
- I morti non muoiono (The Dead Don't Die), regia di Jim Jarmusch (2019)
- Zombieland - Doppio colpo (Zombieland: Double Tap), regia di Ruben Fleischer (2019) - cameo
- On the Rocks, regia di Sofia Coppola (2020)
- Ghostbusters: Legacy (Ghostbusters: Afterlife), regia di Jason Reitman (2021)
- The French Dispatch of the Liberty, Kansas Evening Sun, regia di Wes Anderson (2021)
- Una birra al fronte (The Greatest Beer Run Ever), regia di Peter Farrelly (2022)
- Ant-Man and the Wasp: Quantumania, regia di Peyton Reed (2023)
- Ghostbusters - Minaccia glaciale (Ghostbusters: Frozen Empire), regia di Gil Kenan (2024)
- L'amico fedele (The Friend), regia di Scott McGehee e David Siegel (2024)
- Riff Raff, regia di Dito Montiel (2025)
- La trama fenicia (The Phoenician Scheme), regia di Wes Anderson (2025)

#### Televisione
- The Rutles, regia di Eric Idle e Gary Weis - film TV (1978)
- Alpha House - serie TV, 3 episodi (2013-2014)
- Olive Kitteridge – miniserie TV, 2 episodi (2014)
- Parks and Recreation - serie TV, 1 episodio (2015) - non accreditato
- A Very Murray Christmas - film TV (2015)
- Angie Tribeca - serie TV, 1 episodio (2016)

### Doppiatore
- Tarzoon la vergogna della giungla (Tarzoon, la honte de la jungle), regia di Picha e Boris Szulzinger (1975)
- Le chaînon manquant, regia di Picha (1980)
- Stories from My Childhood (Stories from My Childhood) - serie TV (1998)
- Garfield - Il film (Garfield), regia di Peter Hewitt (2004)
- Garfield 2 (Garfield: A Tail of Two Kitties), regia di Tim Hill (2006)
- Ghostbusters: Il videogioco (Ghostbusters: The Video Game) - videogioco (2009)
- Fantastic Mr. Fox, regia di Wes Anderson (2009)
- Il libro della giungla (The Jungle Book), regia di Jon Favreau (2016)
- L'isola dei cani (Isle of Dogs), regia di Wes Anderson (2018)

### Sceneggiatore
- Bill Murray Live From the Second City - serie TV (1980)
- Il filo del rasoio (The Razor's Edge), regia di John Byrum (1984)

### Regista
- Scappiamo col malloppo (Quick Change, 1990)

## Riconoscimenti
- Premio Oscar
  - 2004 – Candidatura al miglior attore per Lost in Translation - L'amore tradotto
- Golden Globe
  - 1985 – Candidatura al miglior attore in un film commedia o musicale per Ghostbusters – Acchiappafantasmi
  - 1999 – Candidatura al miglior attore non protagonista per Rushmore
  - 2004 – Miglior attore in un film commedia o musicale per Lost in Translation – L'amore tradotto
  - 2013 – Candidatura al miglior attore in un film commedia o musicale per A Royal Weekend
  - 2015 – Candidatura al miglior attore in un film commedia o musicale per St. Vincent
  - 2015 – Candidatura al miglior attore non protagonista in una serie per Olive Kitteridge
  - 2021 – Candidatura al miglior attore non protagonista per On the Rocks
- Premio Emmy
  - 1977 – Miglior sceneggiatura di un varietà musicale per Saturday Night Live
  - 1979 – Candidatura al miglior comico televisivo per Saturday Night Live
  - 2015 – Miglior attore non protagonista in una miniserie o film per la televisione per Olive Kitteridge
  - 2016 – Candidatura al miglior film TV per A Very Murray Christmas
- Premio BAFTA
  - 2004 – Miglior attore protagonista per Lost in Translation – L'amore tradotto
- Festa del Cinema di Roma
  - 2019 – Premio alla carriera

## Doppiatori italiani
Nelle versioni in italiano delle opere in cui ha recitato, Bill Murray è stato doppiato da:
- Michele Gammino in Scappiamo col malloppo, Tutte le manie di Bob, Ricomincio da capo, Lo sbirro, il boss e la bionda, Per amore di Vera, L'uomo che sapeva troppo poco, Sex Crimes - Giochi pericolosi, Rushmore, Il prezzo della libertà, Charlie's Angels, The Lost City, Agente Smart - Casino totale, Olive Kitteridge, The French Dispatch of the Liberty, Kansas Evening Sun, Una birra al fronte, Ant-Man and the Wasp: Quantumania
- Luca Biagini in The Limits of Control, A Royal Weekend, Sotto il cielo delle Hawaii, Angie Tribeca, Vice Principals, L'amico fedele, La trama fenicia
- Emilio Cappuccio ne I Tenenbaum, Le avventure acquatiche di Steve Zissou, Il treno per il Darjeeling, Moonrise Kingdom - Una fuga d'amore, Grand Budapest Hotel, Rock the Kasbah
- Oreste Rizzini in Ghostbusters - Acchiappafantasmi, Ghostbusters II - Acchiappafantasmi II, Lost in Translation - L'amore tradotto, Broken Flowers
- Angelo Nicotra in Tootsie, Ember - Il mistero della città di luce, Ghostbusters
- Mario Cordova in Kingpin, Monuments Men, Parks and Recreation
- Manlio De Angelis in S.O.S. fantasmi, Benvenuti a Zombieland
- Renzo Stacchi in Space Jam, St. Vincent
- Fabrizio Pucci ne I morti non muoiono, On the Rocks
- Leslie La Penna in Ghostbusters: Legacy, Ghostbusters - Minaccia glaciale
- Roberto Pedicini in Attori, Coffee and Cigarettes
- Sergio Di Giulio in Osmosis Jones, Speaking of Sex
- Stefano Satta Flores in Polpette
- Eugenio Marinelli in Palla da golf
- Claudio Capone in Stripes - Un plotone di svitati
- Luca Ward ne Il filo del rasoio
- Nino Prester in Un amore rinnovato
- Carlo Valli in Ed Wood
- Ambrogio Colombo in Hamlet 2000
- Dario Penne in The Funeral Party
- Gino La Monica in Zombieland - Doppio colpo
- Riccardo Rossi in Stripes - Un plotone di svitati (ridoppiaggio)
- Massimo Rossi in Rock the Kasbah (ridoppiaggio home video)

Da doppiatore è sostituito da:
- Fiorello in Garfield - Il film, Garfield 2
- Michele Gammino in Ghostbusters: The Video Game
- Emilio Cappuccio in Fantastic Mr. Fox
- Neri Marcorè ne Il libro della giungla
- Angelo Nicotra in L'isola dei cani